# Danvers (Massachusetts)
Danvers es un pueblo ubicado en el condado de Essex en el estado estadounidense de Massachusetts. En el Censo de 2010 tenía una población de 26.493 habitantes y una densidad poblacional de 721,22 personas por km².

## Geografía
Danvers se encuentra ubicado en las coordenadas 42°34′27″N 70°57′2″O / 42.57417, -70.95056. Según la Oficina del Censo de los Estados Unidos, Danvers tiene una superficie total de 36.73 km², de la cual 34.38 km² corresponden a tierra firme y (6.39%) 2.35 km² es agua.

## Demografía
Según el censo de 2010, había 26.493 personas residiendo en Danvers. La densidad de población era de 721,22 hab./km². De los 26.493 habitantes, Danvers estaba compuesto por el 95.22% blancos, el 1.06% eran afroamericanos, el 0.11% eran amerindios, el 1.89% eran asiáticos, el 0.02% eran isleños del Pacífico, el 0.68% eran de otras razas y el 1.02% pertenecían a dos o más razas. Del total de la población el 2.33% eran hispanos o latinos de cualquier raza.